# 16017 Стріт
16017 Стріт (16017 Street) — астероїд головного поясу, відкритий 12 лютого 1999 року.
Тіссеранів параметр щодо Юпітера — 3,406.